# 李逢吉
李逢吉（758年—835年），字虛舟，陇西狄道（今甘肃临洮县）人，秦王府十八學士李玄道五世孙。祖父李顏有疾，李逢吉自料醫劑，遂通方書。進士及第，元和九年，改中書舍人。元和十一年（816年）以中書舍人知貢舉，不久拜相。元和、長慶兩朝為宰相，舉薦牛僧孺，與李德裕、李紳相互傾軋。敬宗年间，封凉国公，后改郑国公。太和中，以司徒致仕。九年（835年）正月卒，謚曰成。著有《斷金集》，《全唐詩》存詩八首。

## 延伸阅读
[在维基数据编辑]
 在维基文库阅读此作者作品
 《舊唐書/卷167》，出自刘昫《舊唐書》
 《新唐書·卷174》，出自《新唐書》